# بیلی بیکر
بیلی بیکر (انگلیسی: Billy Baker؛ ۳ اکتبر ۱۹۲۰ – ۶ فوریهٔ ۲۰۰۵) یک بازیکن فوتبال اهل بریتانیا بود.
از باشگاه‌هایی که در آن بازی کرده‌است می‌توان به باشگاه فوتبال ایپسویچ تاون، باشگاه فوتبال کاردیف سیتی و تیم ملی فوتبال ولز اشاره کرد.